# الستار الحديدي
48°52′33″N 15°52′25″E / 48.87583°N 15.87361°E
الستار الحديدي هو مصطلح يصف الحدود السياسية التي تفصل أوروبا إلى منطقتين جرى العمل به منذ نهاية الحرب العالمية الثانية في عام 1945 حتى نهاية الحرب الباردة في عام 1991. يرمز المصطلح إلى الجهود التي بذلها الاتحاد السوفيتي لعزل نفسه والدول التابعة له من التواصل المفتوح مع الغرب ودوله الحليفة. انقسم الستار الحديدي إلى الدول التي كانت مرتبطة بالاتحاد السوفيتي أو متأثرة به على جانبه الشرقي، والدول الأعضاء في الناتو أو المحايدة اسميًا على جانبه الغربي. اضطلع جانبا الستار الحديدي بتطوير تحالفات اقتصادية وعسكرية دولية منفصلة. لاحقًا، أصبح المصطلح يرمز إلى الحاجز المادي الذي يبلغ طوله 7000 كيلومتر (4300 ميل) وما ينطوي عليه من الأسوار والجدران وحقول الألغام وأبراج المراقبة التي فصلت بين «الشرق» و«الغرب». كان جدار برلين كذلك جزءًا من هذا الحاجز المادي.
تضمنت قائمة الدول الواقعة شرق الستار الحديدي بولندا وألمانيا الشرقية وتشيكوسلوفاكيا والمجر ورومانيا وبلغاريا وألبانيا واتحاد الجمهوريات الاشتراكية السوفيتية، غير أنه لم تعُد ألمانيا الشرقية وتشيكوسلوفاكيا واتحاد الجمهوريات الاشتراكية السوفيتية قائمة منذ ذلك الحين. تألف اتحاد الجمهوريات الاشتراكية السوفيتية من روسيا وبيلاروس وأذربيجان وإستونيا وأرمينيا وأوزبكستان وأوكرانيا وتركمانستان وجورجيا وطاجيكستان وقيرغيزستان ولاتفيا وليتوانيا ومولدوفا. بدأت أحداث انهيار الستار الحديدي بمعارضة سلمية في بولندا وامتدت إلى المجر وألمانيا الشرقية وبلغاريا وتشيكوسلوفاكيا. أصبحت رومانيا الدولة الاشتراكية الوحيدة في أوروبا التي أطاحت بحكومتها باستخدام العنف.
يعود تاريخ استخدام مصطلح «الستار الحديدي» إلى أوائل القرن التاسع عشر على الأقل، حيث استُخدم اسمًا مستعارًا لوصف عمليات الفصل الحازمة. جرت العادة استخدام هذا المصطلح في الأصل للإشارة إلى الستائر المقاومة للحريق في المسارح. تُعزى شعبية المصطلح كرمز للحرب الباردة إلى استخدامه في خطاب ألقاه ونستون تشرشل في 5 مارس 1946، في فولتون، ميسوري.
من جانب آخر، كان الستار الحديدي حاجزًا فاصلًا بين تجمعات السلطة، وبالمقابل، جرى تشكيل الأنماط الحيوية الطبيعية فيه، كما هو الحال مع الحزام الأخضر الأوروبي حاليًا، أو المناطق الثقافية أو الإثنية أو اللغوية الأصلية كالمنطقة المحيطة بمدينة ترييستي.

## استخدام ما قبل الحرب الباردة
قد يكون الكتاب الجدلي الذي ألّفه فاسيلي روزانوف عام 1918، والذي حمل عنوان نهاية العالم في عصرنا، أول تطبيق موثق لمصطلح «الستار الحديدي» على روسيا السوفيتية. يُحتمل أن تشرشل قرأها في نسخة الكتاب المترجمة عام 1920 في المقطع الآتي:
يخيم الستار الحديدي على التاريخ الروسي يصحبه تشويش وأنين وأصوات صرير. «انتهت التمثيلية». حينها نهض الجمهور. «حان الوقت لارتداء معاطف الفرو والعودة إلى المنزل». نظرنا حولنا، ولكن معاطف الفرو والمنازل كانت مفقودة.
في عام 1920، استخدمت إثيل سنودن، في كتابها عبر روسيا البلشفية، المصطلح في إشارة إلى الحدود السوفيتية.
تناول مقال نُشر في مايو 1943 في مجلة سيغنال، دورية دعائية ألمانية، موضوع «الستار الحديدي الذي يفصل العالم عن الاتحاد السوفيتي أكثر من أي وقت مضى». في 25 فبراير 1945، علق جوزيف غوبلز في صحيفة داس رايخ، أنه إذا خسرت ألمانيا الحرب، «فسوف ينهار الستار الحديدي على هذه المنطقة الهائلة التي تخضع لسيطرة الاتحاد السوفيتي، مخلفًا وراءه دولًا مذبوحة». في 2 مايو 1945، صرح وزير الخارجية الألماني لوتز فون كروسيك: «في الشرق، يمضي الستار الحديدي الذي لا تبصره أعين العالم بخطى ثابتة ويستمر في أعمال الدمار».
استخدم تشرشل مصطلح «الستار الحديدي» للمرة الأولى في برقية أرسلها بتاريخ 12 مايو 1945 إلى الرئيس الأمريكي هاري ترومان والتي عبر فيها عن قلقه إزاء الإجراءات السوفيتية، قائلًا «الستار الحديدي يتوسع على طول جبهتهم. ليس لدينا أدنى فكرة حول ما يجري وراء ظهورنا».
كرر تشرشل هذا المصطلح في برقية أخرى إلى ترومان في 4 يونيو، مشيرًا إلى «أن الستار الحديدي يفصل بيننا وبين كل ما هو موجود في الشرق» وفي خطاب ألقاه في مجلس العموم بتاريخ 16 أغسطس 1945، جاء فيه «لا يستحيل انكشاف المأساة الهائلة القابعة خلف الستار الحديدي الذي يفصل أوروبا في الوقت الحالي إلى توأمين».

## خلال الحرب الباردة

### تعزيز الخلاف
يُعزى الخلاف القائم بين الاتحاد السوفيتي والغرب الذي أصبح يُعرف باسم «الستار الحديدي» إلى أصول مختلفة.
خلال صيف عام 1939، عقب إجراء مفاوضات بين مجموعة بريطانية فرنسية وألمانيا النازية فيما يتعلق بالاتفاقات العسكرية والسياسية المحتملة، وقّع الاتحاد السوفيتي وألمانيا النازية الاتفاقية التجارية الألمانية السوفيتية (التي نصت على التبادل التجاري لبعض المعدات العسكرية والمدنية الألمانية مقابل المعدات السوفيتية الخام) وميثاق مولوتوف- ريبنتروب (الذي جرى توقيعه في أواخر أغسطس 1939)، وسُمي على اسم وزيري خارجية البلدين (فياتشيسلاف مولوتوف ويواكيم فون ريبنتروب)، والذي نص على اتفاق سري لتقسيم بولندا وأوروبا الشرقية بين الدولتين.
لاحقًا، احتل السوفييت بولندا الشرقية (سبتمبر 1939) ولاتفيا (يونيو 1940) وليتوانيا (1940) وشمال رومانيا (بيسارابيا وبوكوفينا الشمالية، في أواخر يونيو 1940) وإستونيا (1940) وشرق فنلندا (مارس 1940). تدهورت العلاقات بين الغرب والسوفييت على نحو ملحوظ منذ أغسطس 1939، عندما اشترك الاتحاد السوفيتي وألمانيا النازية في علاقة اقتصادية شاملة أرسل الاتحاد السوفيتي بموجبها النفط الحيوي والمطاط والمنغنيز ومواد أخرى إلى ألمانيا مقابل الأسلحة الألمانية وآلات التصنيع والتكنولوجيا. انتهى التبادل التجاري النازي السوفيتي في يونيو 1941 عندما خرقت ألمانيا الميثاق وغزت الاتحاد السوفيتي في إطار عملية بارباروسا.
خلال الحرب العالمية الثانية، قرر ستالين الاستحواذ على منطقة عازلة لمواجهة ألمانيا، مع وجود دول موالية للسوفييت على حدودها في كتلة شرقية. أدت أهداف ستالين إلى توتر العلاقات في مؤتمر يالطا (فبراير 1945) ومؤتمر بوتسدام اللاحق (يوليو - أغسطس 1945). أعرب الغرب عن معارضتهم للسيطرة السوفيتية على الدول العازلة، وتصاعدت المخاوف بشأن إقامة السوفييت إمبراطورية قد تشكل تهديدًا لهم ولمصالحهم.
مع ذلك، خصص الحلفاء خلال مؤتمر بوتسدام أجزاء من بولندا وفنلندا ورومانيا وألمانيا والبلقان لتخضع للسيطرة السوفيتية أو نفوذها. في المقابل، وعد ستالين الحلفاء الغرب بأنه سيمنح تلك الأراضي حق تقرير المصير الوطني. على الرغم من التعاون السوفيتي خلال الحرب، شعر الكثيرون في الغرب بالقلق إزاء هذه التنازلات. خشي تشرشل من أن تعود الولايات المتحدة إلى عزلتها قبل الحرب، مخلفة وراءها الدول الأوروبية المنهكة غير قادرة على مقاومة المطالب السوفيتية. (أعلن الرئيس فرانكلين روزفلت في يالطا أن القوات الأمريكية ستنسحب من أوروبا في غضون عامين بعد هزيمة ألمانيا).

### خطاب تشرشل
في 5 مارس 1946، استخدم ونستون تشرشل مصطلح «الستار الحديدي» في خطابه الذي حمل عنوان «أوتار السلام»، والذي ألقاه في كلية وستمنستر في فولتون بولاية ميسوري، في سياق أوروبا الشرقية الخاضعة لهيمنة السوفييت:«خيم ستار حديدي على القارة، وامتد من شتشين في بحر البلطيق إلى ترييستي في البحر الأدرياتيكي. تقع جميع عواصم الدول القديمة في وسط أوروبا وشرقها خلف هذا الستار. وارسو، برلين، براغ، فيينا، بودابست، بلغراد وبوخارست وصوفيا؛ تقع جميع هذه المدن الشهيرة والسكان من حولها ضمن نطاق ما يجب أن أدعوه المجال السوفيتي، ولا يخضع جميعهم، بشكل أو بآخر، للنفوذ السوفيتي فحسب، بل ولقدر كبير جدًا من سيطرة موسكو المتزايدة.» ما يزال الكثير من السكان في الغرب يرون الاتحاد السوفيتي حليفًا وثيقًا لهم في سياق الهزيمة الأخيرة التي تعرضت لها ألمانيا النازية وإمبراطورية اليابان. على الرغم من عدم استخدام مصطلح الستار الحديدي آنذاك، اكتسب مع مرور الوقت شعبية في إشارة مختصرة إلى تقسيم أوروبا مع اشتداد الحرب الباردة. تولى الستار الحديدي مهمة إبقاء الناس في الداخل، وإخراج المعلومات. انتهى المطاف بجميع الأشخاص في أنحاء الغرب بقبول هذا الوصف المستعار واستخدامه.

## معرض صور

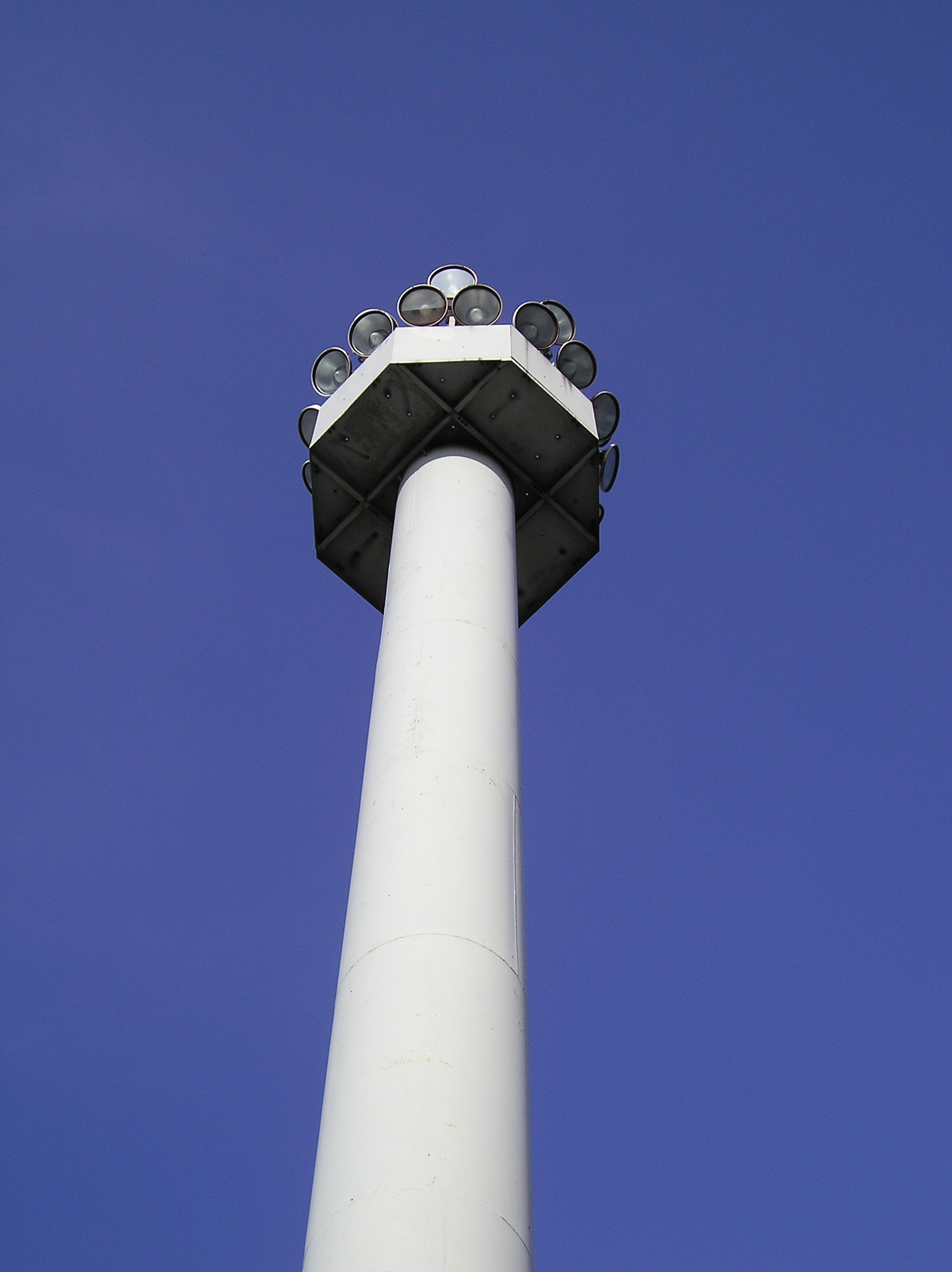
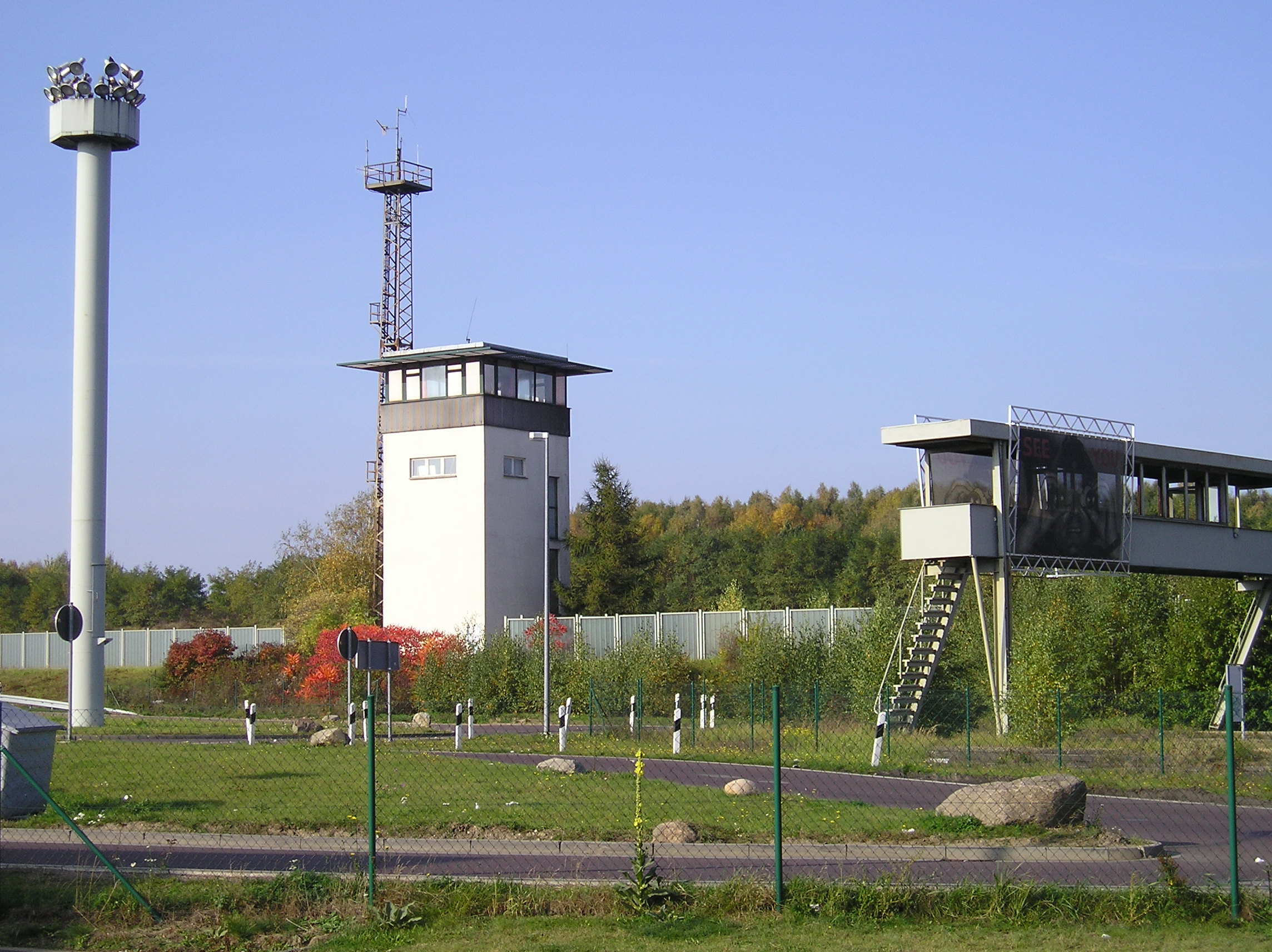
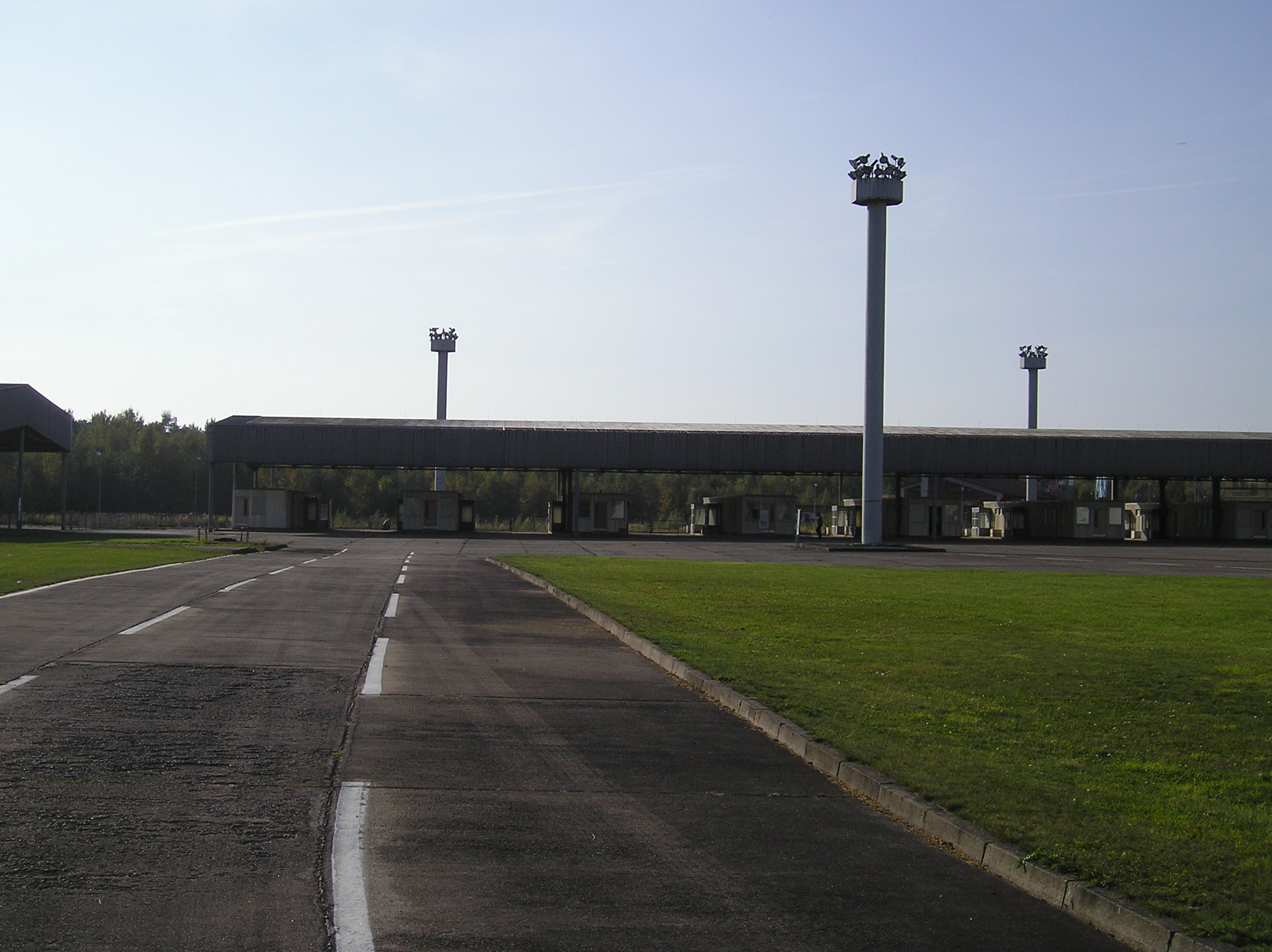
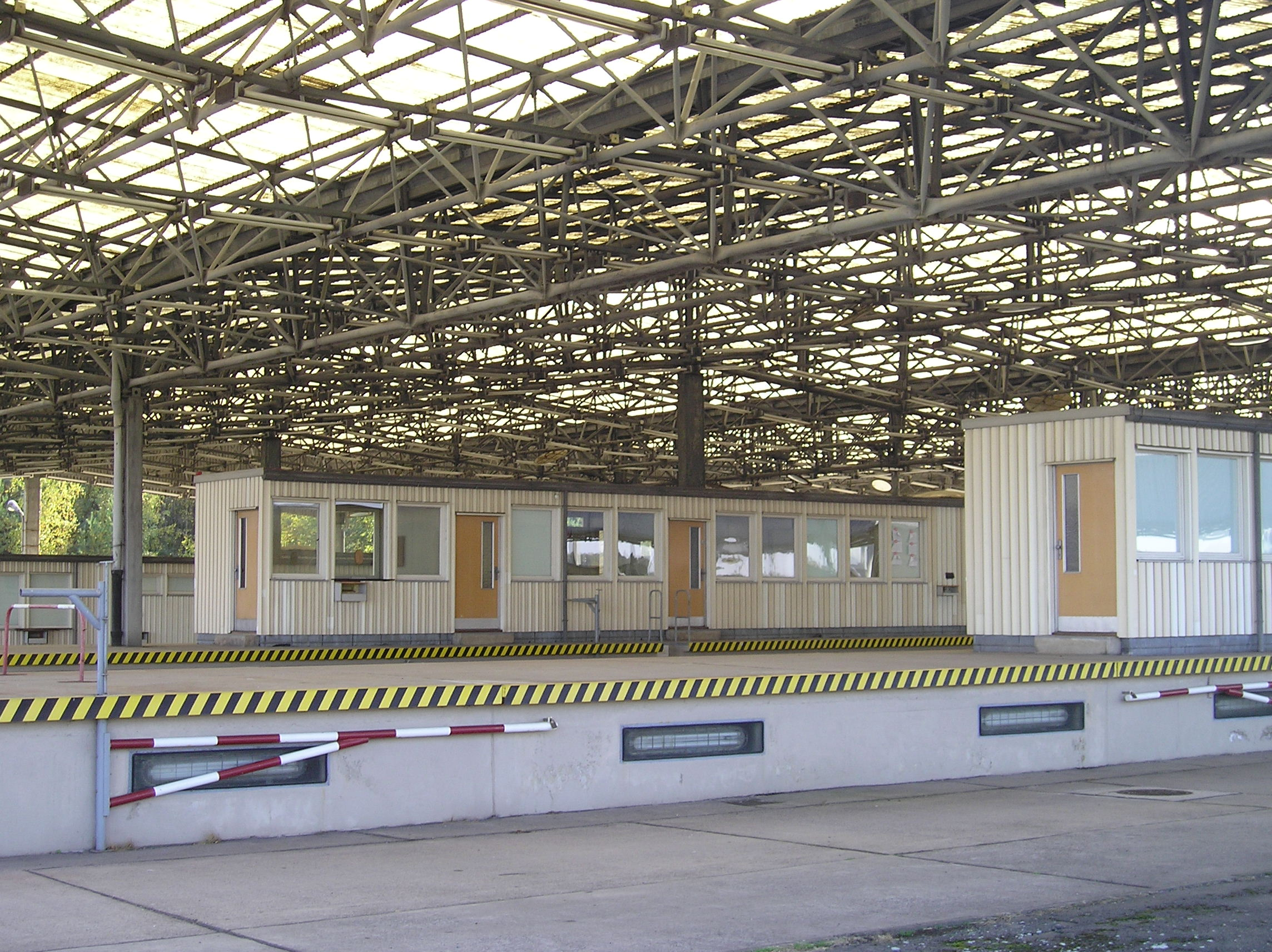